# Bergnicourt
Bergnicourt är en kommun i departementet Ardennes i regionen Grand Est (tidigare regionen Champagne-Ardenne) i nordöstra Frankrike. Kommunen ligger  i kantonen Asfeld som ligger i arrondissementet Rethel. År 2022 hade Bergnicourt 296 invånare.

## Befolkningsutveckling
Antalet invånare i kommunen Bergnicourt
Referens: INSEE